# سيث بارتون
سيث بارتون (بالإنجليزية: Seth Barton)‏ هو دبلوماسي ومحامي وسياسي أمريكي، ولد في 5 ديسمبر 1795، وتوفي في 29 ديسمبر 1854. انتخب عضو مجلس نواب ألاباما.